# Эванс, Майк
Майк Эванс (англ. Mike Ronay Evans; 5 апреля 1959, Чикаго} — американский боксёр-профессионал, выступавший в тяжёлой весовой категории.

## Интересные факты
Первый обладатель титула  GBF  Глобальной федерации бокса